# Yavin
Yavin är en fiktiv planet i Star Wars. Det är en gasjätteplanet. Runt den kretsar fyra månar, av vilka Yavin 4 är en av de mer kända. Planeten är också känd för "Slaget vid Yavin".

### Fotnoter
1. ↑  ”Some Ruminations on the Configuration of the Yavin/Yavin IV System” (på engelska). Crocuta. http://www.crocuta.net/yavin/yavinperfesser.htm. Läst 4 december 2015.
2. ↑  ”Battle of Yavin” (på engelska). Comicvine. http://www.comicvine.com/battle-of-yavin/4015-45961/characters/. Läst 4 december 2015.